# 루스 윌슨
루스 윌슨(Ruth Wilson, 1982년 1월 13일 ~ )은 잉글랜드의 배우이다. 쇼타임 드라마 《디 어페어》(2014-19)로 2015년 제72회 골든 글로브상 텔레비전 시리즈 드라마 부문 여우주연상을 수상하였다. 또한 연극 《욕망이라는 이름의 전차》(2009), 《애나 크리스티》(2011), 《헤다 가블레르》(2016-17)로 로런스 올리비에상을 세 차례 받았다.
할아버지 알렉산더 윌슨은 영국 비밀정보부(MI6) 첩보원이었으며, 할아버지 사망 이후를 다룬 2018년 BBC One 드라마 《Mrs Wilson》에서 주인공인 본인 할머니 역을 직접 연기하였다.

## 출연 작품

### 영화
- 제인 에어 (2006)
- 안나 카레니나 (2012)
- 로크 (2013)
- 세이빙 MR. 뱅크스 (2013)
- 론 레인저 (2013)
- 스윗 프랑세즈 (2014)
- 저주받은 집의 한 송이 꽃 (2016)
- 어두운 강 (2017, Dark River)
- 런던 러브스토리 (2017)
- 더 리틀 스트레인저 (2018)
- True Things (2021)

### 텔레비전
- 아가사 크리스티: 미스 마플 (2007) - 복수의 여신(Nemesis) 편
- The Prisoner (2009)
- Small Island (2009)
- 루터 (2010-19)
- 디 어페어 (2014-19)
- Mrs Wilson (2018)
- 황금나침반 (2019-22)

### 연극
- 욕망이라는 이름의 전차 (2009)
- 거울을 통해 어렴풋이 (2010)
- 애나 크리스티 (2011)
- 헤다 가블레르 (2016-17)
- 리어왕 (2019)